# 팀파니
팀파니(timpani, kettledrums)는 반구형 금속제 몸통의 윗부분에 헤드라고 부르는 가죽 또는 플라스틱제의 막을 씌운 냄비형 몸통의 북이다.

## 특징
가죽은 목제의 가죽틀과 금속제의 누름틀이라 하는 2개의 틀 사이에 씌워지고 그 둘레에 장치된 보통 6개의 나사로 장력(張力)이 조절된다. 이 장력의 변화에 따라 음높이도 변한다. 이 나사를 조절나사라고 한다. 서양 음악에서 팀파니는 특정한 음높이를 연주할 수 있는 유일한 북이다. 그리하여 19세기 이후의 오케스트라에서 중요한 지위를 차지하고 있다. 그러나 그 중요성의 증가와 더불어 악곡 중에서 음높이를 변화시켜야 할 때도 많아 그러한 특별한 장치를 하게 된다.
막의 장력을 평균화하기 위하여 앞에 서술한 나사 외에 특히 그 장력 자체를 변화시키는 장치를 비치한 것이 있다. 이러한 것들을 모두 머신드럼이라고 한다. 머신드럼에는 핸들을 써서 몸통 전체를 회전시켜 장력을 변화시키는 로터리식과 누름틀에 몸통 내부를 통한 여러 개의 금속막대를 붙여 그것을 페달에 직결시켜서 페달을 밟음으로써 장력, 즉 음높이를 변화시키는 페달식이 있으며 오늘날에는 페달식이 보다 널리 이용된다. 음높이의 변화는 5도 이내의 음정으로 한정되어 있으나 팀파니는 1개만으로 사용되는 일은 거의 없다. 2,3개 또는 그 이상을 동시에 사용하는 일이 많으므로 음넓이는 적어도 1옥타브 이상이 된다. 이 몸통의 형상은 나라, 또는 각 제조회사마다 어느 정도씩 다르나, 반구형에 가까울수록 맑고 깊을수록 음은 깊고 풍부하다. 몸통의 하부에는 직경 2cm 정도의 구멍이 있어 향공(響孔)의 일을 함과 동시에 강타하였을 때 막이 터지는 일을 막는다. 크기는 정해져 있지 않으나, 반구체의 직경이 약 80cm에서 60cm 정도의 것이 쓰이며, 직경이 클수록 낮은음을 내며 보통 대소, 또는 대중소가 한 세트로 쓰인다. 북채는 요즈음은 펠트나 플란넬로 만든 머리를 가진 것이 많고, 그 재질에 따라 미묘하게 음빛깔이 변화한다.
모든 막명악기와 같이 팀파니는 가죽면의 어느 부분을 치는가에 따라 음질이나 음량이 달라진다. 특수한 효과를 구할 경우 외에는 가죽면의 반경 중간쯤을 타주하는 것이 좋다고 하고 있다. 악기의 구조상 여운은 극히 길며 짧은 음을 내는 경우, 연주자는 손가락 끝으로 가죽면을 눌러서 나머지 여운을 지운다. 트레몰로(롤치기)는 좌우의 북채로 단타를 반복하여 연주한다. 셈여림의 변화는 자유롭게 되나 가죽면에 손수건 같은 것을 놓고 약음기의 역할을 하게도 한다. 그 밖에 페달식으로는 페달 조작으로 연속적 글리산도를 연주할 수도 있다.

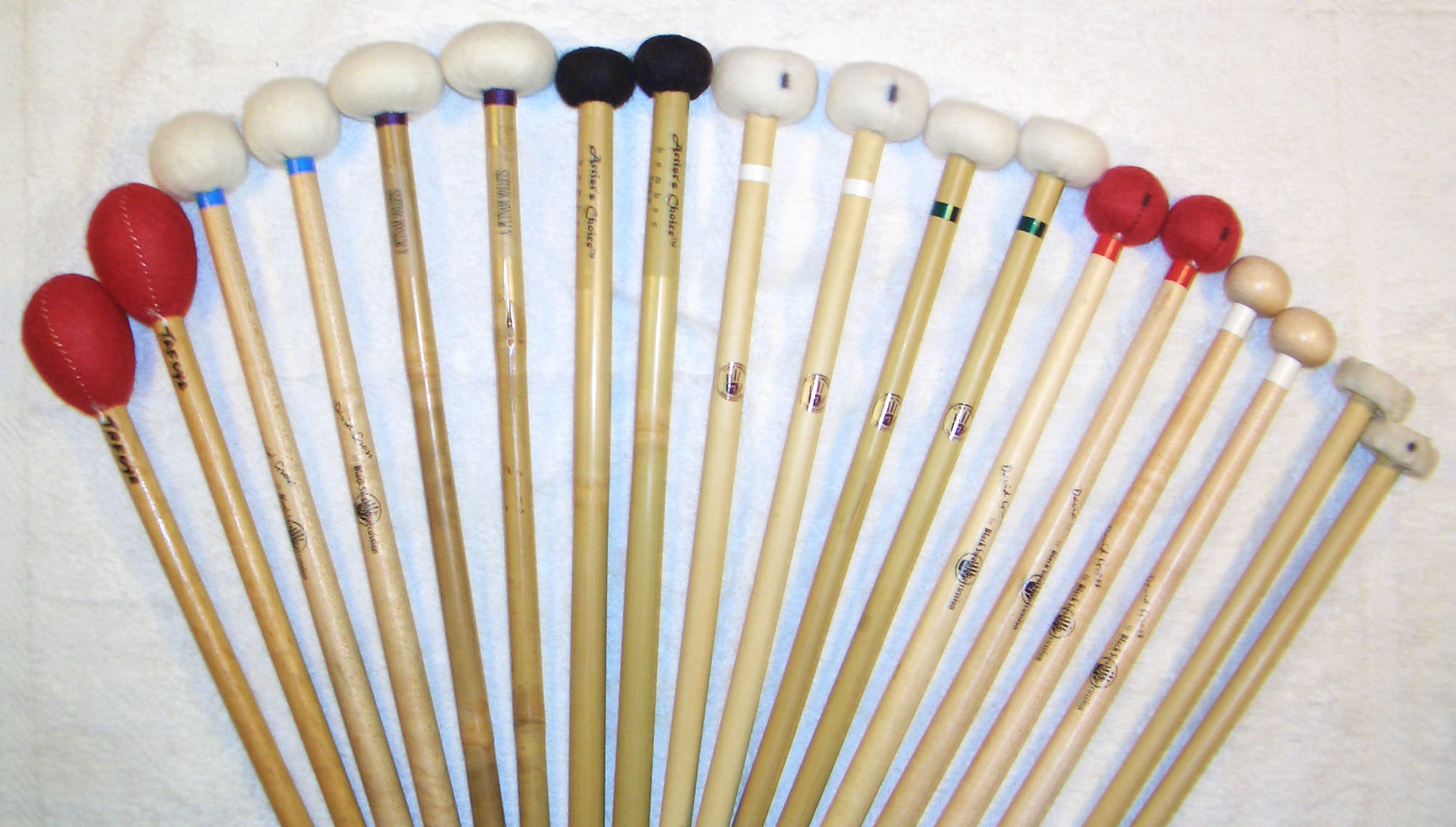
팀파니에 쓰이는 여러 종류의 채들.

## 역사
팀파니의 어원은 그리스어의 틴파논, 라틴어의 틴파눔이다. 이슬람 문화권에 나카라(아라비아)라고 하는 높고 낮은 한 쌍의 냄비형북(鍋型太鼓) 이 있어, 이 악기가 중세 십자군의 원정과 더불어 군악대의 악기로 유럽에 전파(傳播)하였다. 16세기에 이르러 나사로 조율하는 것이 일반적으로 되었고, 17세기가 되어 기악합주가 성행함과 더불어 군악대 이외의 음악에도 사용되기 시작하였다. 18세기경에는 많은 작곡가들이 이 악기를 오케스트라에 쓰게 되었으나 그 당시의 것은 현재의 것보다 소형으로 음높이도 으뜸음과 떨림음에 한정되어 있었다. 근대적인 팀파니의 지위를 확립한 공적은 베를리오즈에게 있다. 그의 <관현악법>(1843)의 저서에 악곡 중의 조율의 변화, 화음 주법, 북채의 재질에 의한 음빛깔의 변화 등 다채로운 용법이 기술되어 있다.